# St.-Franziskus-Schule Olpe
Die St.-Franziskus-Schule Olpe ist eine Schule in kirchlicher Trägerschaft in Olpe, Nordrhein-Westfalen.

## Geschichte
1870 wurde eine höhere Mädchenschule durch Mutter Maria Theresia gegründet, musste jedoch 1876 wieder geschlossen werden. 1893 wurde sie wiedereröffnet und 1910 staatlich anerkannt. Mit einem Ministerialerlass vom Dezember 1926 wurde die Schule zur Vollanstalt und konnte somit das Abitur vergeben. Die Stadt Olpe schenkte den Franziskanerinnen außerdem das Gelände am Kimicker Berg, auf dem daraufhin das heutige Schulgebäude errichtet und 1929 mit etwa 400 Schülerinnen eingeweiht wurde. Der heute über 700 Mitglieder zählende Förderverein wurde 1969 gegründet und  die Koedukation 1975 eingeführt. Die Realschule ist 2013 entstanden.

## Profil
Die St.-Franziskus-Schule beherbergt sowohl eine Realschule als auch ein Gymnasium. Als Fremdsprachen werden Englisch und Französisch sowie im Gymnasium zusätzlich Latein unterrichtet. Sie hat Partnerschulen in China, Polen, Russland, Ungarn und in den Philippinen.

## Ehemalige
- Carsten Busse (* 1970er), Physiker und Hochschullehrer[9][10]
- Florian Müller (* 1987), Mitglied des deutschen Bundestags